# Angelo (prénom)
Pour les articles homonymes, voir Angelo.
Angelo est un prénom masculin italien pouvant désigner :

## Prénom

### A-B
- Angelo Agostini (1843-1910), journaliste et illustrateur italo-brésilien
- Angelo Alessandri (né en 1969), homme politique italien
- Angelo Alessio (né en 1965), joueur et entraîneur de football italien
- Angelo Amato (né en 1938), prêtre salésien et cardinal italien
- Angelo Amendolia (1951-2012), arbitre italien de football
- Angelo Angioni (1915-2008), prêtre catholique italien
- Angelo Anquilletti (1943-2013), joueur italien de football
- Angelo Maria Arcioni (1606-1689), abbé italien
- Angelo Attaguile (né en 1947), homme politique italien
- Angelo Badalamenti (né en 1937), compositeur et arrangeur américain
- Angelo Bagnasco (né en 1943), cardinal catholique italien
- Angelo Balbiani (1890-?), joueur italien de italien
- Angelo Maria Bandini (1726-1803), religieux et écrivain italien
- Angelo Barbagallo (né en 1958), producteur de cinéma italien
- Angelo Barbarigo (mort en 1418), cardinal italien
- Angelo Bardi (né en 1935), acteur et metteur en scène français
- Angelo Barovier (mort en 1480), maître verrier italien
- Angelo Barrile (né en 1976), homme politique suisse
- Angelo Michele Bartolotti (mort c. 1682), guitariste et théorbiste italien
- Angelo Bedini (1905-?), joueur italien de football
- Angelo Belloni (1882-1957), sous-marinier et conseille technique italien
- Angelo Maria Benincori (1779-1821), compositeur italien
- Angelo Michele Besseghi (1670-1744), compositeur et violoniste italien
- Angelo Bianchi (1817-1897), cardinal italien
- Angelo Binaschi (1889-1973), joueur italien de football
- Angelo Bison (né en 1957), acteur et metteur en scène belge
- Angélo Boldini (1929-1994), joueur français de rugby
- Angelo Bollano (1918-1978), joueur italien de football
- Angelo Bolognesi (1836-1874), explorateur italien
- Angelo Bonfiglio (1928-2000), homme politique italien
- Angelo Boyadjian (1917-2003), photographe égyptien
- Angelo Branduardi (né en 1950), cantautore italien
- Angelo Brelich (1913-1977), historien de religions italo-hongrois
- Angelo Brignole (1924-2006), coureur cycliste italien
- Angelo Brofferio (1802-1866), poète et homme politique piémontais
- Angelo Brucculeri (1879-1969), prêtre jésuite italien
- Angelo Brunetti (1800-1849), nationaliste italien
- Angelo Bruno (1910-1980), pseudonyme du mafieux italo-américain Angelo Annaloro
- Angelo Buccarello (né en 1942), prêtre missionnaire italien
- Angelo Buono Jr. (1934-2002), tueur en série américain

### C-D
- Angelo Calogerà (c. 1696-1766), moine bénédictin et écrivain italien
- Angelo Campos
- Angelo Cannavacciuolo (né en 1956), écrivain et acteur italien
- Angelo Capranica (c. 1415-1478), cardinal italien
- Angelo Carbone (né en 1968), joueur italien de football
- Angelo Cardona (né en 1997), militant pacifiste colombien
- Angelo Caroli (1937-2020), joueur italien de football
- Angelo Caroselli (1585-1653), peintre baroque italien
- Angelo Carrara (1945-2012), producteur de musique italien
- Angelo Celli (1857-1914), médecin et zoologiste italien
- Angelo Chiappe (1889-1945), haut-fonctionnaire français
- Angelo Ciccone (né en 1980), coureur cycliste italien
- Angelo Cijntje (né en 1981), joueur curacien de football
- Angelo Ciocca (né en 1975), homme politique italien
- Angelo Cipolloni (né en 1970), athlète italien en 100 et 200 mètres
- Angelo Citracca (né en 1969), coureur cycliste italien
- Angelo Colinelli (1925-2011), coureur cycliste français
- Angelo Colombaroli (1863-1922), missionnaire italien
- Angelo Colombo (né en 1961), joueur italien de football
- Angelo Michele Colonna (1604-1687), peintre baroque italien
- Angelo Comastri (né en 1943), cardinal italien
- Angelo Conterno (1925-2007), coureur cycliste italien
- Angelo da Costa (né en 1983), gardien brésilien de football
- Angelo Maria Crivelli (XVIIIe siècle), peintre italien de natures mortes
- Angelo d'Ambrosio (1774-1822), général italien du royaume de Naples
- Angelo d'Arrigo (1961-2006), aviateur italien
- Angelo Damiano (né en 1938), coureur cycliste italien
- Angelo De Donatis (né en 1954), prélat catholique italien
- Angelo De Gubernatis (1840-1913), écrivain et poète italien
- Angelo De Martino (1897-1979), coureur cycliste italien
- Angelo Debarre (né en 1962), guitariste de jazz français
- Angelo Decembrio (1415-c. 1467), humaniste et écrivain de Ferrare, Italie
- Angelo Del Boca (né en 1925), écrivain et historien italien
- Angelo Dell'Acqua (1903-1972), prélat catholique italien
- Angelo Della Mura (1867-1922), peintre italien
- Angelo Di Marco (1927-2016), dessinateur de presse français
- Angelo Dibona (1879-1956), alpiniste italo-autrichien
- Angelo Dogba, rappeur et chanteur ivoirien
- Angelo Dolfini (né en 1978), patineur artistique italien
- Angelo Domenghini (né en 1941), joueur italien de football
- Angelo Donati (1885-1960), homme politique et diplomate italien
- Angelo Drossos (1928-1997), dirigeant américain de basket-ball
- Angelo Dundee (1921-2012), entraîneur de boxe anglaise américain

### E-F-G
- Angelo Emo (1731-1792), amiral vénitien
- Angelo Ephrikian (1913-1982), violoniste et chef d'orchestre italien
- Angelo Esposito
- Angelo Evelyn (né en 1942), artiste contemporain canadien
- Angelo Fabroni (1732-1803), biographe et historien italien
- Angelo Felici (1919-2007), cardinal italien
- Angelo Ferreri (1912-2010), sculpteur italien
- Angelo Finaldi (né en 1950), chanteur et compositeur italo-canadien
- Angelo Foley (né en 1985), thérapeute et conférencier français
- Angelo Froglia (1955-1997), peintre italien
- Angelo Fulgini (né en 1996), joueur français de football
- Angelo Fumagalli (1728-1804), antiquaire et historien italien
- Angelo Furlan (né en 1977), coureur cycliste italien
- Angelo Galli (1883-1906), anarchiste italien
- Angelo Galvan (1920-1988), minier et héros national belge
- Angelo Garand (1979-2017), victime français d'une affaire judiciaire
- Angelo Garbizza (1777-1813), dessinateur et graveur italien
- Angelo Genocchi (1817-1889), mathématicien italien
- Angelo Gilardi (né en 1966), joueur italien de basket-ball
- Angelo Giori (1586-1662), cardinal italien
- Angelo Gottarelli (1740-1813), peintre italien
- Angelo P. Graham (né en 1947), directeur artistique américain
- Angelo Gremo (1887-1940), coureur cycliste italien
- Angelo Grillo (c. 1557-1629), poète italien
- Angelo Grizzetti (1916-1998), joueur franco-italien de football
- Ângelo Guido (1893-1969), peintre et sculpteur italo-brésilien

### H-I-J-L
- Angelo Heilprin (1853-1907), géologue et paléontologue américain
- Angelo Hesnard (1886-1969), psychiatre et psychanalyste français
- Angelo Houssou, magistrat et juge d'instruction béninois
- Angelo Hugues (né en 1966), joueur français de football
- Angelo Iachino (1889-1976), amiral italien de la Seconde Guerre mondiale
- Angelo Iacono, homme politique canadien
- Angelo Infanti (1939-2010), acteur italien
- Angelo Inganni (1807-1880), peintre italien
- Angelo Ingegneri (1550-1613), poète italien
- Angelo Jacobini (1825-1886), cardinal italien
- Angelo Jank (1868-1940), peintre animalier et dessinateur allemand
- Angelo La Barbera (1924-1975), membre italien de la mafia sicilienne
- Angelo Francesco Lavagnino (1909-1987), compositeur et violoniste italien
- Angelo Lecchi (né en 1966), coureur cycliste italien
- Angelo Lo Jacono (1838-1898), écrivain italien
- Angelo Longoni (né en 1956), auteur dramatique italien
- Angelo Lopeboselli (né en 1977), coureur cycliste italien

### M-N
- Angelo Maccagnino (mort en 1456), peintre italien
- Angelo Mai (1782-1854), cardinal et philologue italien
- Angelo Mangiarotti (1921-2012), architecte et designer industriel italien
- Angelo Mariani
- Angelo Martha (né en 1982), joueur néerlandais de football
- Angelo Mascheroni (1855-1905), chef d'orchestre et compositeur italien
- Angelo Massarotti (1653-1723), peintre baroque italien
- Angelo Maria Mazzia (1825-1890), peintre italien
- Angelo di Agostino Mazzinghi (1385-1438), prêtre italien de l'ordre du Carmel
- Angelo Mazzoleni (né en 1952), paléontologue et peintre italien
- Angelo Mazzoni (né en 1961), escrimeur italien
- Angelo Menon (1919-2013), coureur cycliste italien
- Angelo Mercati (1870-1955), ecclésiastique et érudit italien
- Angelo Messedaglia (1820-1901), économiste et homme politique italien
- Angelo Moore (né en 1965), chanteur américain
- Angelo Morbelli (1853-1919), peintre italien divisionniste
- Angelo Moreschi (1952-2020), évêque et missionnaire catholique italien
- Angelo Moriondo (1851-1914), développeur italien de machine à expresso
- Angelo Mosso (1846-1910), physiologiste et archéologue italien
- Angelo Mozilo (né en 1938), banquier et entrepreneur américain
- Angelo Muscat (1930-1977), comédien maltais
- Angelo Musco (1872-1937), acteur italien
- Angelo Nannoni (1715-1790), chirurgien italien
- Angelo Nardi (1584-1664), peintre italien
- Angélo Ariitai Neuffer (né en 1959), chanteur de variétés polynésien
- Angelo Nicolini (1505-1567), cardinal italien
- Angelo Niculescu (1921-2015), joueur et entraîneur roumain de football
- Angelo Nijskens (né en 1963), joueur néerlandais de football
- Angelo Notari (1566-1663), compositeur italien

### O-P-Q-R
- Angelo Ogbonna (né en 1988), joueur italien de football
- Angelo Oliviero Olivetti (1874-1931), homme politique italien
- Angelo Orlando (né en 1962), acteur italien
- Angelo da Orvieto (XIVe siècle), architecte italien
- Angelo Ottaviani (né en 1940), coureur cycliste italien
- Angelo Paccagnini (1930-1999), compositeur et pédagogue italien
- Angelo Pagani (né en 1988), coureur cycliste italien
- Angelo Pagotto (né en 1973), joueur italien de football
- Angelo Palombo (né en 1981), joueur italien de football
- Angelo Parisi (né en 1953), judoka français
- Angelo Participazio (IXe siècle), 10e doge de Venise
- Angelo Pasquini (né en 1948), journaliste et scénariste italien
- Angelo Peruzzi (né en 1970), gardien italien de football
- Angelo Pizzi (1775-1819), sculpteur italien
- Angelo Piò (1690-1770), sculpteur Rococo italien
- Angelo Puccinelli (c. 1365/80-c. 1407), peintre italien
- Angelo Maria Querini (1680-1755), savant et cardinal italien
- Angelo Ramazzotti (1800-1861), cardinal italien
- Angelo Rinaldi (né en 1940), écrivain et critique littéraire français
- Angelo Rizzoli (1889-1970), producteur de cinéma italien
- Angelo Rizzuto (1906-1967), photographe américain
- Angelo Rocca (1545-1620), humaniste et bibliothécaire italien
- Angelo Roccadirame (1396-c. 1458), peintre italien de l'école napolitaine
- Angelo de Rossi (1671-1715), sculpteur italien
- Angelo Joseph Rossi (1878-1948), homme politique américain, maire de San Francisco
- Angelo Maria Rossi (XVIIe siècle), peintre italien de natures mortes
- Angelo Rossitto (1908-1991), acteur américain
- Angelo Roth (1855-1919), médecin et homme politique italien
- Angelo Rotta (1872-1965), archevêque catholique italien
- Angelo Rottoli (1958-2020), boxeur italien
- Angelo Ruggiero (1940-1989), mafioso italo-américain

### S-T-V-W-Z
- Angelo Sabino (XVe siècle), humaniste italien
- Angelo Sala (1576-1637), médecin et chimiste italien
- Angelo Sanudo (XIIIe siècle), 2e duc de Naxos
- Angelo Maria Scaccia (c. 1690-1761), compositeur et violoniste italien
- Angelo Scalzone (1931-1987), tireur sportif italien
- Angelo Scarsellini (1823-1852), patriote italien, martyr de Belfiore
- Angelo Schiavio (1905-1990), joueur italien de football
- Angelo Schirinzi (né en 1972), joueur suisse de football
- Angelo Scola (né en 1941), cardinal italien
- Angelo Scuri (né en 1959), fleurettiste italien
- Angelo Secchi (1818-1878), jésuite et astronome italien
- Angelo Sodano (né en 1927), cardinal et diplomate italien
- Angelo Solerti (1865-1907), bibliothécaire et critique littéraire italien
- Angelo Soliman (c. 1721-1796), esclave et précepteur des princes du Liechtenstein
- Angelo Solimena (1629-1716), dirigeant d'atelier de peinture italien
- Angelo Sormani (né en 1939), joueur italien de football
- Angelo de Sorr (1822-1881), écrivain français
- Angelo Stanchi (1626-1673), peintre italien de natures mortes
- Angelo Stiller (né en 2001), joueur allemand de football
- Angelo Talocci (1958-2018), compositeur italien
- Angelo Tarchi
- Angelo Tarlazzi, styliste et créateur italien
- Angelo Tartaglia (1370-1421), militaire et condottiere italien
- Angelo Tartuferi (né en 1957), historien de l'art italien
- Angelo Tasca (1892-1960), journaliste communiste italien
- Angelo Taylor (né en 1978), athlète américain en 400 mètres haies
- Angelo Thiburce (né c. 1941/42), personnalité de La Réunion
- Angelo Tiffe, acteur américain
- Angelo Tofalo (né en 1981), homme politique italien
- Angelo Torchi (1856-1915), peintre macchiaiolo italien
- Angelo Torres (né en 1932), dessinateur américain de comics
- Angelo Trevisani (1669-1753), peintre baroque italien
- Angelo Trezzini (1827-1904), peintre suisse
- Angelo Tsagarakis (né en 1984), joueur français de basket-ball
- Angelo Tsarouchas (né en 1976), acteur canadien
- Angélo Tulik (né en 1990), coureur cycliste français
- Angelo Turconi (1923-2011), joueur italien de football
- Angelo Varetto (1910-2001), coureur cycliste italien
- Angelo Venturoli (1749-1821), architecte néo-classique italien
- Angelo Vicardi (1936-2006), gymnaste italien
- Angelo Vier (né en 1972), joueur allemand de football
- Angelo Vincenzo Zani (né en 1950), prélat catholique italien
- Angelo Weiss (né en 1969), skieur alpin italien
- Angelo Ziccardi (1928-2019), homme politique italien
- Angelo Zottoli (1826-1902), jésuite italien et missionnaire en Chine
- Angelo Zurzolo, pianiste et compositeur français

### Deuxième prénom
- Baldo Angelo Abati (XVIe siècle), médecin et zoologiste italien
- Alfred Angelo Attanasio (né en 1951), auteur américain de science-fiction
- Paolo Angelo Ballerini (1814-1897), prélat catholique italien
- Giovanni Angelo Becciu (né en 1948), cardinal italien
- Jules Angelo Bigarnet (né en 1993), acteur français
- Michael Angelo Batio (né en 1956), guitariste américain
- Giovanni Angelo Borroni (1684-1772), peintre baroque italien
- Giovanni Angelo Criscuolo (c. 1500/10-c. 1580), peintre italien
- Francesco Angelo Facchini (1788-1852), médecin et botaniste italien
- Edward Angelo Goodall (1819-1908), aquarelliste anglais
- Pier Angelo Manzolli (c. 1500-c. 1543), médecin, poète et philosophe italien
- Giovanni Angelo Montorsoli (c. 1507-1563), religieux et sculpteur italien
- Giuseppe Angelo Saluzzo di Menusiglio (1734-1810), savant piémontais
- Nelson Angelo Piquet (né en 1985), pilote automobile brésilien
- Francesco Angelo Rapaccioli (1608-1657), cardinal italien